# ❄️
❄️  is een teken uit de Unicode-tekenset dat een sneeuwvlok voorstelt. Deze emoji maakt sinds 1993 deel uit van de Unicode karakterset; dit teken kwam al voor in de Unicode 1.1-standaard.

## Betekenis

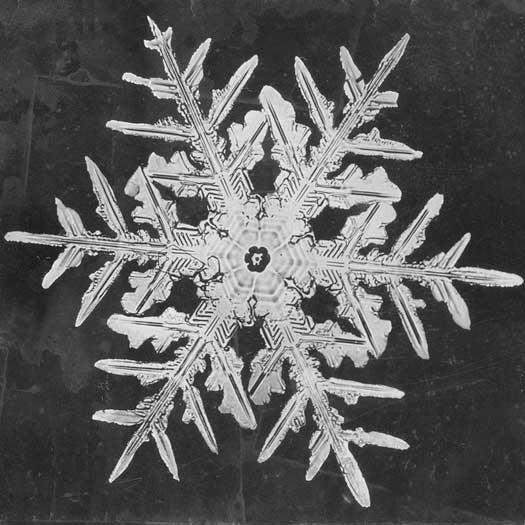
Close-up van een sneeuwkristal

Deze emoji wordt gebruikt om een sneeuwkristal mee aan te duiden, een internationaal bekend gegeven om kou en vorst mee aan te geven.
Een ietwat scabreuzer gebruik is deze emoji tezamen met de popcornbeker 🍿 te gebruiken, 🍿 & ❄️ staat voor Netflix & Chill. ❄️ wordt ook wel gebruikt als codeteken voor cocaïne, refererend aan de Engelse term "snow". 

## Codering

De implementatie in Android Oreo

### Unicode
In Unicode vindt men de ❄ onder het codepunt U+2744 (hex). Men kan door de variation selector U+FE0F te gebruiken het weergave-apparaat forceren de grafische versie van het karakter, ❄️, af te beelden indien die beschikbaar is. (U+2744 U+FE0F (hex)

### HTML
In HTML kan men in hex de volgende code gebruiken: &#x2744;voor de monochrome tekst-versie, en&#2744;&#1FE0F; voor de grafische versie.

### Shortcode
In software die shortcode ondersteunt kan het karakter worden opgeroepen met de code :snowflake:.

### Unicode-annotatie
De Unicode-annotatie voor toepassingen in het Nederlands (bijvoorbeeld een Nederlandstalig smartphonetoetsenbord) is sneeuwvlok. De emoji is ook te vinden met de sleutelwoorden koud, sneeuw en weer.